# Епархия Гоцо
Епархия Гоцо (лат. Dioecesis Gaudisiensis) — епархия Римско-Католической церкви с центром в городе Виктория, Мальта. Епархия Гоцо входит в митрополию Мальты и распространяет свою юрисдикцию на территорию острова Гоцо. Кафедральным храмом епархии Гоцо является собор Вознесения Пресвятой Девы Марии.

## История
22 сентября 1864 года Римский папа Пий IX выпустил буллу «Singulari amore», которой учредил епархию Гоцо, выделив её из епархии Мальты (сегодня — Архиепархия Мальты). Первоначально епархия Гоцо находилась в непосредственном подчинении Святому Престолу.
1 января 1944 года епархия Гоцо вошла в состав церковной провинции Мальты.

## Ординарии епархии
- епископ Michele Francesco Buttigieg (22.09.1864 — 12.07.1866);
- епископ Antonio Grech-Delicata-Testaferrata (24.09.1868 — 31.12.1876);
- епископ Pietro Pace (17.03.1877 — 10.02.1889 — назначен епископом Мальты);
- епископ Giovanni Maria Camilleri (11.02.1889 — 21.01.1924);
- епископ Michele Gonzi (13.06.1924 — 14.10.1943 — назначен епископом-коадъютором Мальты);
- епископ Giuseppe Pace (1.11.1944 — 31.03.1972);
- епископ Nicola Giuseppe Cauchi (20.07.1972 — 26.11.2005);
- епископ Марио Грек (26.11.2005 — 2.10.2019 — назначен про-генеральным секретарём Синода епископов);
- епископ Anthony Teuma (17.06.2020 — по настоящее время).

## Источник
- Annuario Pontificio, Libreria Editrice Vaticana, Città del Vaticano, 2003, ISBN 88-209-7422-3